# Улица Шаумяна (Ростов-на-Дону)
У́лица Шаумя́на — улица в Ростове-на-Дону, направление с запада на восток. Улица местного значения Ленинского и Кировского районов. Сначала улица называлась Дмитриевской, но после революции была переименована в честь Степана Шаумяна (1878—1918), одного из 26 бакинских комиссаров

## География
Начинается от пересечения с Доломановским переулком, заканчивается примыканием к Ворошиловскому проспекту. Нумерация домов возрастает с запада на восток. На всем своем протяжении улица является двухполосной.

## Застройка
Улица Шаумяна в основном застроена среднеэтажными доходными домами. На улице расположено здание автодорожного колледжа, Ростовской государственной консерватории и др.

## Примечательные здания и сооружения
- № 2/10 — Доходный дом Е. Я. Бикерник. Здание построено в начале XX века в стиле модерн. Памятник архитектуры.
- № 10/29 — Доходный дом О. Базинер. Декор здания выполнен и белого кирпича. Здание построено в конце XIX — начале XX века в стиле эклектика. Памятник архитектуры.
- № 11 — Доходный дом. Здание построено в начале XX века. Памятник архитектуры.
- № 13/43 — Здание редакции газеты «Советский Юг». Построено в 1911 году в стиле модерн.
- № 29 — Ростовская государственная консерватория имени С. В. Рахманинова
- № 40 — Жилой дом В. И. Полтарак
- № 41 — Дом Туварджиевых
- № 42 — Жилой дом И. П. Волкова
- № 45/28 — Доходный дом Л. М. Пивоваровой. Здание построено в конце XIX — начале XX века в стиле эклектика. Памятник гражданской архитектуры. В оформлении здания использован декор, характерный для классицизма.
- № 48 — Доходный дом М. Ф. Кофус
- № 48 — Музей современного изобразительного искусства на Дмитровской[2][3].. Музей расположен в бывшем особняке купца С. Яблокова. Здание возведено в 1898 году по проекту архитектора Е. М. Гулина в стиле модерн.
- № 53/55 — Доходный дом братьев Шилтовых
- № 58 — Дом Феи Балабиной
- № 79 — Доходный дом Г. Бейхмана
- № 80/33 — Доходный дом П. М. Коноваловой
- № 82/30 — Доходный дом М. Г. Бабиевой
- № 83 — Жилой дом Г. Бейхмана
- № 94 — Доходный дом И. А. Риттенберга
- № 96 — Доходный дом С. Рувинского
- № 98 — Доходный дом М. О. Кулакова
- № 102 — Доходный дом О. К. Озерова
- № 106 — Доходный дом Сапоговых
- № 110 — Доходный дом Дерткезовых

## Пересечения с другими улицами
В направлении с запада на восток улица Шаумяна пересекает следующие переулки и проспекты: Доломановский переулок, Братский переулок, Халтуринский переулок, переулок Островского, Будённовский проспект, Соборный переулок, переулок Семашко, Газетный переулок, Ворошиловский проспект.